# Бомон (Мерт и Мозел)
Бмон (фр. Beaumont) насеље је и општина у североисточној Француској у региону Лорена, у департману Мерт и Мозел која припада префектури Тул.
По подацима из 2011. године у општини је живело 67 становника, а густина насељености је износила 21,54 становника/km². Општина се простире на површини од 3,11 km². Налази се на средњој надморској висини од 280 метара (максималној 291 m, а минималној 240 m).

## Демографија
| 1962. | 1968. | 1975. | 1982. | 1990. | 1999. | 2011. |
| ----- | ----- | ----- | ----- | ----- | ----- | ----- |
| 34    | 37    | 28    | 59    | 80    | 63    | 67    |

График промене броја становника у току последњих година